# Jennifer Rope
Jennifer „Jenne“ Rope (* 1973 in Madrid) ist eine spanische Schauspielerin, Fernsehmoderatorin und ein Model.

## Leben
Rope wurde 1973 in Madrid als Tochter eines Äquatorialguineers und einer US-Amerikanerin geboren. Sie spricht fließend Englisch und Spanisch. Ab ihrem 16. Lebensjahr begann sie mit dem professionellen Modeln. Zu Beginn der 1990er Jahre debütierte sie als Fernsehschauspielerin. Wiederkehrende Rollen erhielt sie unter anderen in den Fernsehserien Inocente, inocente, Hermanos de leche und El súper.
2000 stellte sie im Horrorfilm Faust: Love of the Damned die Rolle der Blue dar. Im selben Jahr war sie in 13 Episoden der Fernsehserie La ley y la vida als Paulina zu sehen. Um die Jahrtausendwende moderierte sie die Fernsehsendungen Operación Triunfo und Eurocanción, dem spanischen Vorentscheid zum Eurovision Song Contest 2001. Um 2003 moderierte sie das Format The Mondays Programm.
2011 verkörperte sie im Abenteuerfilm Ritter des heiligen Grals als eine der Antagonisten die Zauberin Ariadna. Zuletzt war sie 2012 in zehn Episoden der Fernsehserie La fuga in der Rolle der Marla in einer Fernsehproduktion zu sehen.

## Filmografie (Auswahl)
- 1990: Los 40 principales (Fernsehserie, 1 Episode)
- 1992–1998: Inocente, inocente (Fernsehserie)
- 1995: Hermanos de leche (Fernsehserie, 2 Episoden)
- 1996: El sexólogo (Fernsehserie, Episode 1x12)
- 1996–1998: El súper (Fernsehserie, 3 Episoden)
- 1997: Médico de familia (Fernsehserie, Episode 4x07)
- 1998: Periodistas (Fernsehserie, Episode 2x04)
- 1998: Tío Willy (Fernsehserie, Episode 1x10)
- 2000: El comisario (Fernsehserie, Episode 2x01)
- 2000: Faust: Love of the Damned
- 2000: La ley y la vida (Fernsehserie, 13 Episoden)
- 2000–2002: Telepasión española (Fernsehserie, 3 Episoden)
- 2001: Fausto 5.0
- 2001: Merry Christmas
- 2002: Géminis, venganza de amor (Fernsehserie, Episode 1x03)
- 2005: Capital (Fernsehserie, 1 Episode)
- 2005: Oculto
- 2005: El año que trafiqué con mujeres
- 2006: Vientos de agua (Miniserie, 2 Episoden)
- 2006: Mujeres (Fernsehserie, Episode 1x03)
- 2009: My Big Fat Greek Summer (My Life in Ruins)
- 2011: Ritter des heiligen Grals (El Capitán Trueno y el Santo Grial )
- 2012: La fuga (Fernsehserie, 10 Episoden)